# Мала шала
Мала шала је југословенски телевизијски драмски филм из 1991. године. Режирао га је Александар Ђорђевић, а сценарио је написао Синиша Ковачевић.